# Czerwony olbrzym

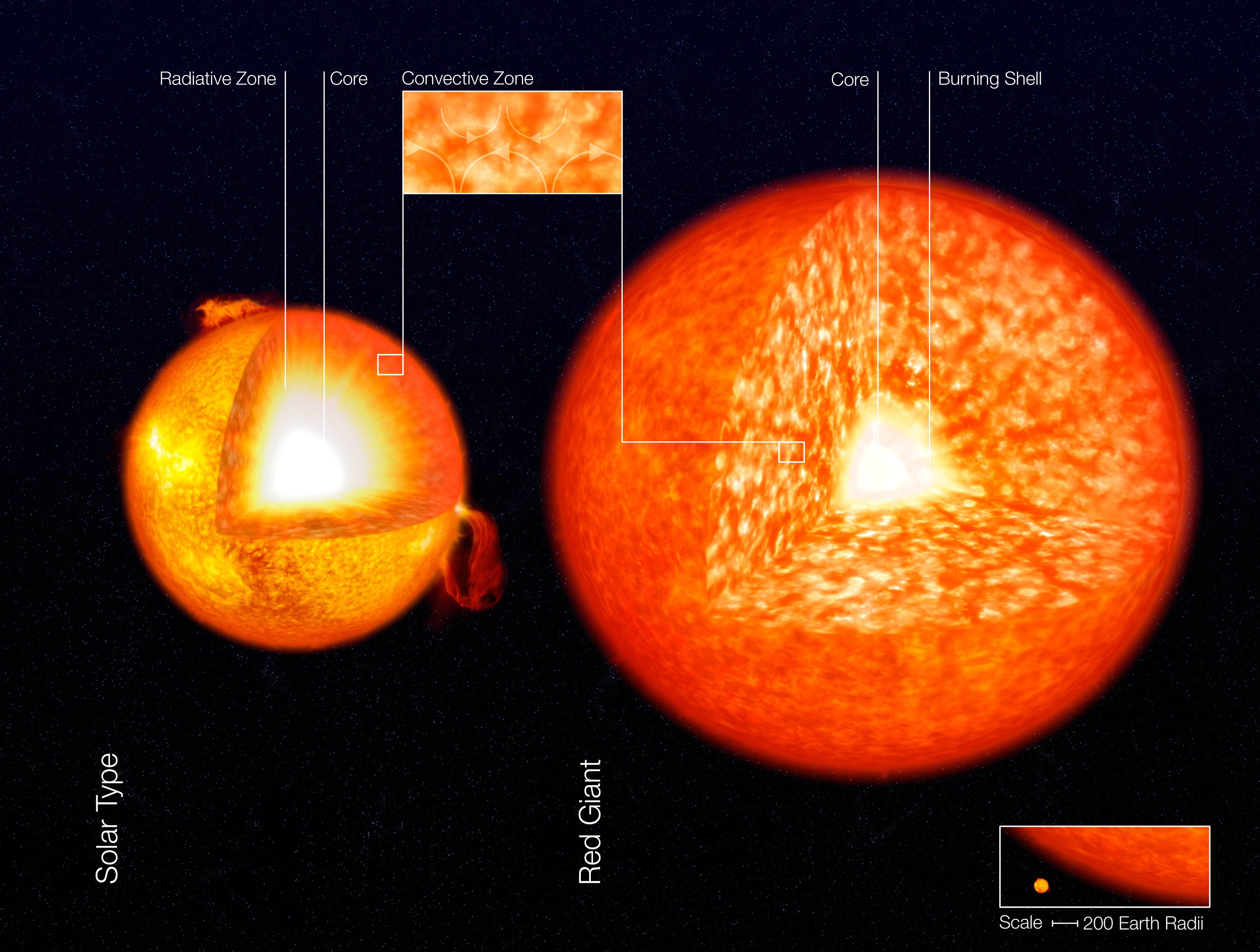
Budowa wewnętrzna żółtych karłów typu Słońca i czerwonych olbrzymów (właściwą skalę rozmiarów ukazuje wstawka w prawym dolnym rogu).

Czerwony olbrzym – gwiazda o stosunkowo niewielkiej masie (od 0,5 do ok. 8–10 mas Słońca), będąca na schyłkowym etapie ewolucji. Nazwa pochodzi od obserwowanej barwy i dużych rozmiarów (setki razy większych od promienia Słońca). Gwiazda po zsyntetyzowaniu helu z całej ilości wodoru w jądrze zaczyna syntezę helu z warstw wodoru położonych bliżej jej powierzchni.

## Ewolucja
Po ustaniu reakcji w jądrze helowym, ulega ono kontrakcji pod wpływem własnej grawitacji. Wydzielona wówczas energia oddawana jest częściowo zewnętrznej powłoce gwiazdy, gdzie zaczyna się synteza helu. Kontrakcji jądra towarzyszy ekspansja otoczki, co powoduje znaczne zwiększenie rozmiarów gwiazdy. Wskutek tego, moc wytwarzana w gwieździe jest wyświecana ze znacznie większej powierzchni, a zatem spada jej obserwowana temperatura powierzchniowa i następuje zmiana barwy gwiazdy w kierunku czerwieni.
Dalsze procesy w jądrze gwiazdy zależą od jej masy. Gwiazdy o masach mniejszych niż 2,5 masy Słońca są na tyle chłodne, że temperatura wymagana do zainicjowania reakcji syntezy węgla z helu (proces 3-α) jest osiągana dopiero przy znacznej kontrakcji jądra. Jest już ono wówczas tak gęste, że zdążyło ulec degeneracji. Zapłon reakcji syntezy następuje wówczas gwałtownie, równocześnie w całym jądrze, powodując tzw. błysk helowy.
W gwiazdach bardziej masywnych, gdy jądro nie było zdegenerowane, zapłon helu następuje spokojnie i do błysku nie dochodzi.
Dodatkowo, w kolejnej powłoce takiej gwiazdy może zachodzić synteza helu z wodoru.
Gwiazdy mogą wchodzić w stadium czerwonego olbrzyma wiele razy, o ile są w stanie „palić” pierwiastki cięższe niż hel, a stadia te są coraz krótsze.
Faza czerwonego olbrzyma trwa kilka milionów lat i jest znacznie krótsza od czasu życia gwiazdy na ciągu głównym. Kończy się ona wówczas, gdy gwiazda odrzuca otoczkę w postaci mgławicy planetarnej, wewnątrz której pozostaje zdegenerowane jądro – biały karzeł. W wypadku najmasywniejszych gwiazd, które przechodzą fazę nadolbrzyma i syntetyzują w jądrach kolejne pierwiastki aż do żelaza, końcowym etapem jest wybuch supernowej typu drugiego.
Przykładami takich gwiazd są: Aldebaran, Polluks, Deneb Kaitos (beta Ceti). Słońce stanie się czerwonym olbrzymem za około 5–6 miliardów lat. Jego rozmiar zwiększy się wówczas ok. 200-krotnie i sięgnie orbity Ziemi.

## Położenie na diagramie H-R
Na diagramie Hertzsprunga-Russella czerwone olbrzymy są gwiazdami poza ciągiem głównym, typu widmowego K lub M.
Gwiazdy syntetyzujące węgiel wewnątrz jądra helowego oraz hel w powłoce na zewnątrz jądra tworzą gałąź horyzontalną na diagramie Hertzsprunga-Russella. Dotyczy ona gwiazd z dużą zawartością metali. Gwiazdy o małej zawartości metali (populacji drugiej) leżą w obszarze izolowanym diagramu Hertzsprunga-Russella.
Gwiazdy, które wyczerpały już zapas helu w jądrze, mogą zacząć reakcje syntezy węgla z helu w powłoce. Tworzą one gałąź asymptotyczną olbrzymów.